# Rohn-Zieliński
Rohn-Zieliński, Zaklady Elektrotechniczne (en abrégé R.Z,Z.E.) S.A., était une entreprise polonaise de l’entre-deux-guerres, fondée en 1921 à Varsovie. Son secteur d’activité était la construction mécanique et électrique. 

## Implantations
Le siège social, où travaillaient 225 techniciens et employés de bureau, était situé 6 Bielanska à Varsovie. L’entreprise avait une autre adresse à Varsovie : 119 Jerozolimska.
Elle avait deux sites industriels :
- L’usine principale était située à Żychlin, et comptait 700 employés. L’usine de Zychlin était située sur le site d’une ancienne usine de betteraves sucrières. Il y avait beaucoup d’espace libre pour le développement de l’activité, et la société en a profité pour faire construire une énorme usine de production de transformateurs. Cette usine a été construite en acier, ciment et brique à la fin des années 1920 ou au début des années 1930. Elle est devenue un bâtiment historique.
- Une seconde usine, plus petite, était située à Cieszyn, en Haute-Silésie. Elle employait 450 personnes[2].

Il n’y a pas eu de bombardement de ces usines jusqu’au 25 septembre 1939. En raison de leur emplacement très favorable, loin des zones fortement industrialisées qui sont une cible privilégiée pour les raids aériens, et des grands investissements réalisés dans les bâtiments et les équipements, aucune des usines de la société n’a été relocalisée pendant la Seconde Guerre mondiale. 

## Produits
Les productions principales de la R.Z,Z.E. étaient : 
- à l’usine de Żychlin : des moteurs à induction triphasés, d’une puissance allant de 20 ch environ à 1500 tours par minute jusqu’à 1000 ch à 1000 tours par minute ou légèrement plus grands ; des moteurs à courant continu, de taille industrielle ; des moteurs de tramway d’environ 40 ch tournant à 800 tours par minute ; des transformateurs triphasés, baignant dans l’huile, d’une puissance allant jusqu’à environ 10 000 kva ;
- à l’usine de Cieszyn : de petits moteurs à induction triphasés, tournant à environ 1500 tours par minute[2].

La production des usines de R.Z,Z.E. était de la plus haute qualité et se classait au premier rang des producteurs d’équipements et de machines similaires dans d’autres parties de l’Europe occidentale. R.Z,Z.E. se procurait ses matériaux bruts et semi-finis auprès de plusieurs sources d’approvisionnement. La tôle d’acier provenait pour beaucoup de Huta Pokój, en Haute-Silésie, mais une partie de ce même matériau était importée de Suède. 50% des matériaux étaient fabriqués en Pologne, et le reste venait de Finlande, d’Allemagne et de Suède. Les roulements à billes provenaient pour certains de Pologne, mais surtout ils étaient importés.
R.Z,Z.E. exportait très peu, et pratiquement toute sa production était consommée en Pologne. Les plus gros consommateurs étaient les industries du pétrole, des mines, du textile et du sucre. Une certaine partie de la production allait aussi à l’armée polonaise.
R.Z,Z.E. était liée à la société polonaise Rohn-Zielinski, fonderie et fabricant de pompes, qui produisait des pompes système Worthington. Tous les produits électriques de R.Z,Z.E. étaient construits sous licence des brevets de Brown, Boveri & Cie en Suisse.
Le capital social de R.Z,Z.E. était de 4 millions de złoty en 1937, et la valeur unitaire de chacune de 40.000 actions était de 100 złoty.